# محافظ (فیلم ۲۰۰۷)
محافظ (به انگلیسی: Protégé) یک فیلم سینمایی درام و جنایی محصول سال ۲۰۰۷ سینمای هنگ کنگ به نویسندگی و کارگردانی درک یی با بازی اندی لاو، دانیل وو، لوئیس کو، ژانگ جینگچو و آنیتا یوئن است.

## داستان
«نیک» یک مأمور ویژه است که در یک گروه خلافکاری آسیایی نفوذ کرده تا بتواند شخصی به اسم «بانکر» را دستگیر کند. بعد از مدت ۸ سال نیک موفق می‌شود مدارک کافی برای دستگیری بانکر را جمع کند ولی همین موقع بهش دستور می‌رسد که همچنان به ماموریتش ادامه بدهد تا کسی که بانکر برایش کار می‌کند را گیر بیندازد و از این طریق کل تشکیلات گروه از هم بپاشد. با گذشت زمان نیک متوجه می‌شود که حالا دیگر به درآوردن پول راحت و داشتن قدرت عادت کرده و برایش سخت است که بخواهد از نقشش بیرون بیاید و دوباره تبدیل به یک پلیس شود و …

## استقبال انتقادی
این فیلم به‌طور کلی نقدهای مثبت دریافت کرد.